# 皮斯科班巴區

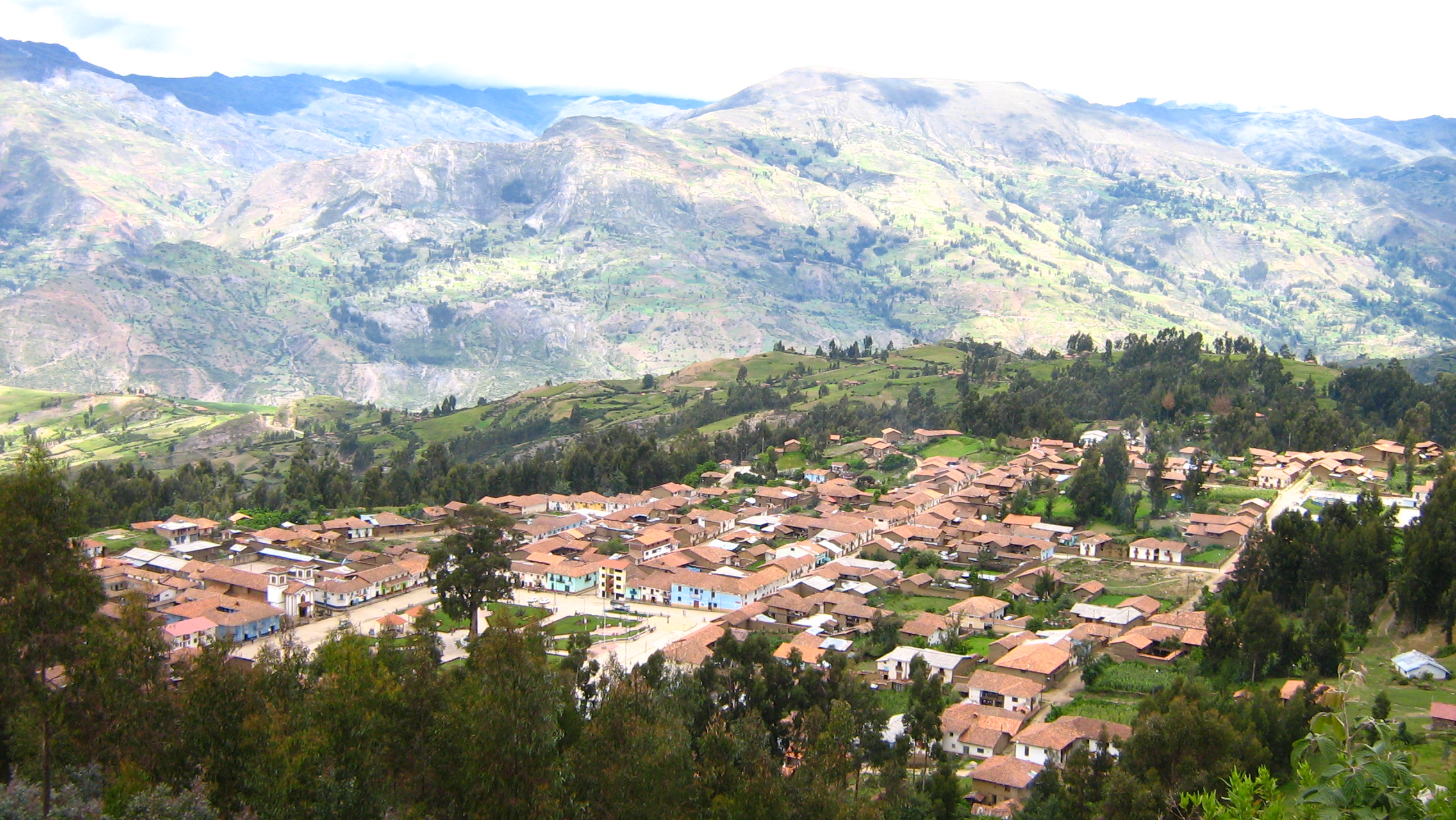

皮斯科班巴區（西班牙語：Distrito de Piscobamba），是秘魯的一個區，位於該國北部安卡什大區的馬里斯卡爾盧蘇里加省，面積45.93平方公里，海拔高度3,281米，2005年人口3,631，人口密度為每平方公里79人。